# Canadair CT-114 Tutor
Canadair CT-114 Tutor (внутрифирменное обозначение – CL-41) – канадский реактивный учебно-тренировочный самолёт. Первый полёт опытного экземпляра состоялся 13 января 1960 года. С 1963 по 2000 год находился в эксплуатации в ВВС Канады, обеспечивая подготовку лётного состава. В 2000 году был заменён самолётами CT-156 Harward (лицензионная модификация Raytheon T-6 Texan II) и CT-155 Hawk (лицензионная модификация BAe Hawk). Кроме того, поставлялся на экспорт в Малайзию в варианте лёгкого штурмовика для борьбы с незаконными вооружёнными формированиями. В настоящее время используется пилотажной группой ВВС Канады Snowbirds («Снегири»).

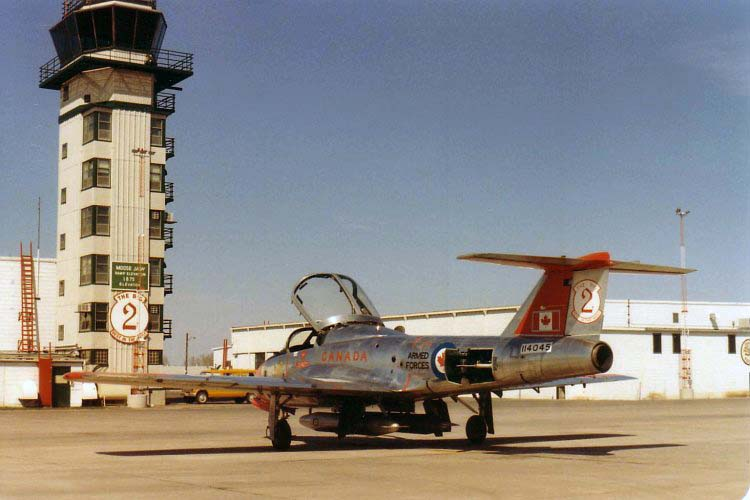
Самолёт CT-114, Второе лётное училище ВВС Канады, авиабаза Муз Джо, 1982 год.

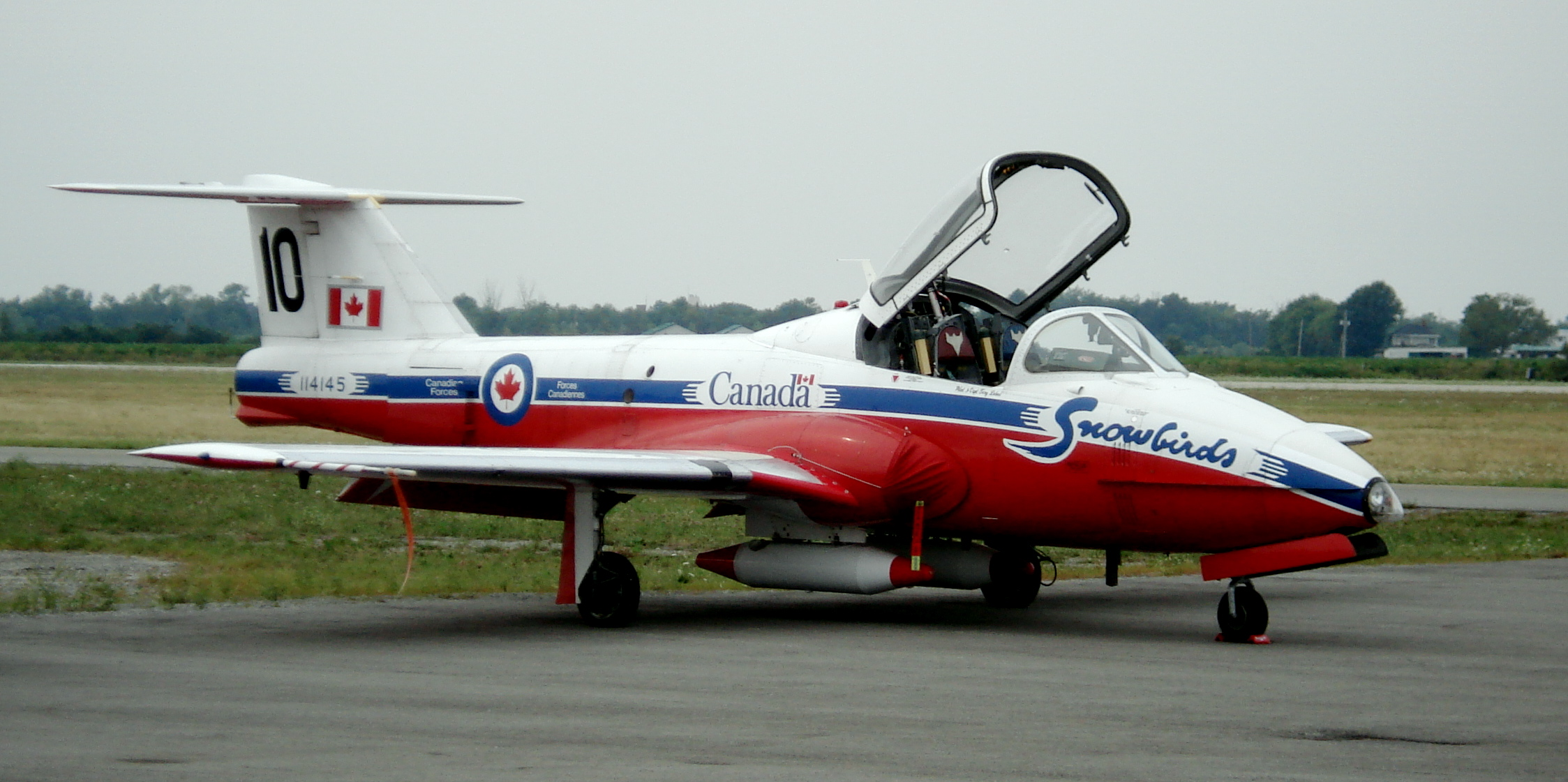
Самолёт CT-114 пилотажной группы Snowbirds.

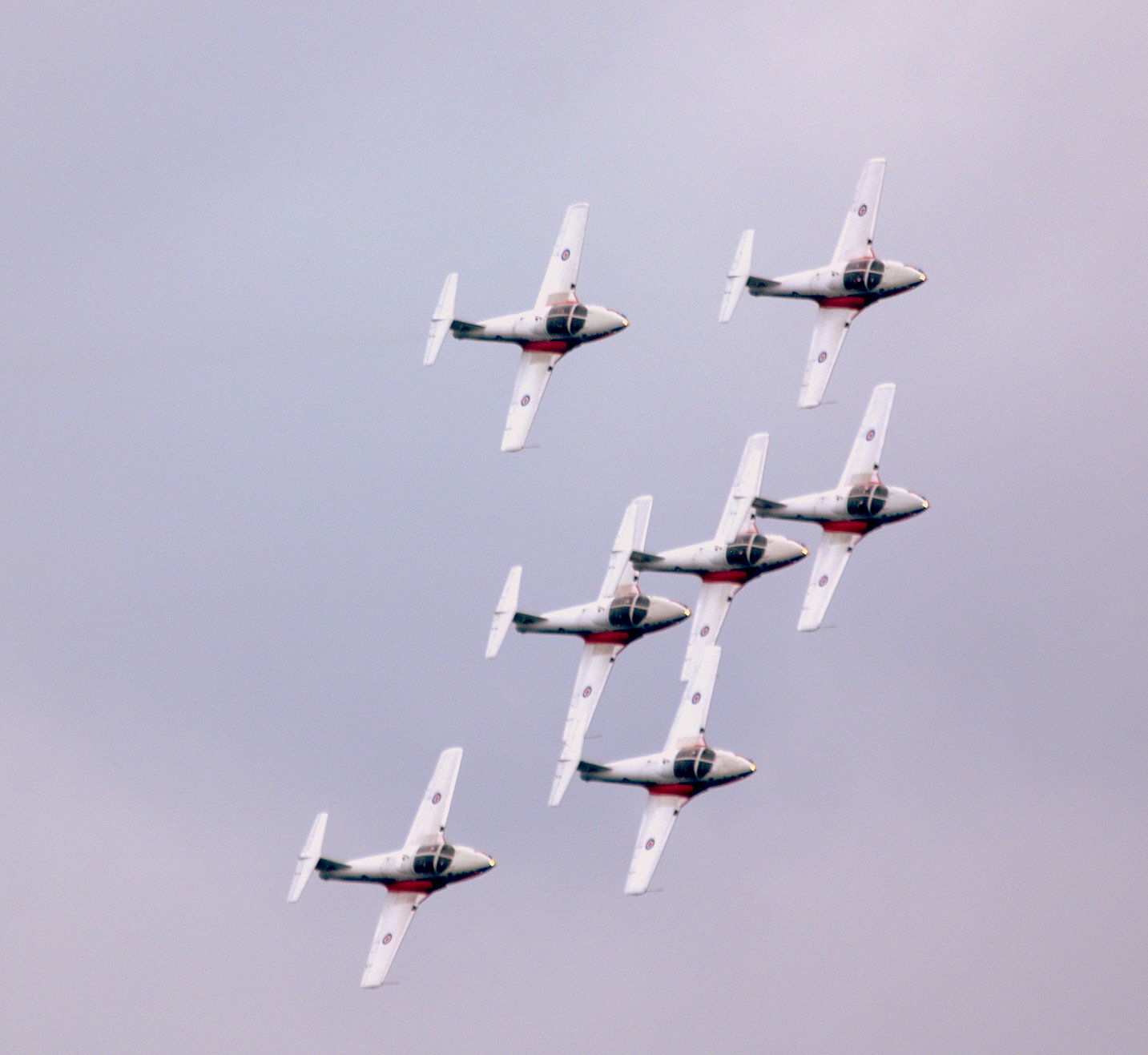
Пилотаж группы Snowbirds на авиашоу в Торонто, 2011 год.

## Особенности конструкции
Самолёт CT-114 представляет собой моноплан с низкорасположенным свободнонесущим крылом, Т-образным хвостовым оперением и трёхопорным шасси с носовой стойкой. Силовая установка включает в себя один турбореактивный двигатель. Управление самолётом — ручное (без гидроусилителей). На поверхностях управления имеются пружинные сервокомпенсаторы. Кабина экипажа — герметизированная, рассчитана на разницу давлений до 20 кПа. Места инструктора и обучаемого расположены рядом.
Одним из критических вопросов при проектировании самолёта являлся выбор места расположения киля (вертикального хвостового оперения). Чересчур переднее расположение киля препятствовало бы вводу самолёта в штопор, что не позволило бы обучаемому отрабатывать вывод самолёта из штопора, являющийся неотъемлемой частью программы лётной подготовки. При чересчур заднем положении киля самолёт не мог быть выведен из штопора. Выбор оптимального расположения киля был осуществлён с помощью аэродинамических экспериментов. Первоначальный проект самолёта предусматривал крестообразное оперение, однако в ходе исследований было признано целесообразным удалить часть киля, находящуюся над стабилизатором (горизонтальным оперением), превратив оперение в Т-образное.

## Модификации
CL-41A (CT-114)Базовая модель — учебно-тренировочный самолёт для ВВС Канады. Выпущено 190 экземпляров.
CL-41GУчебно-боевой самолёт, разработанный на основе CT-114. Отличается от базового самолёта более мощным двигателем, способен нести до 1800 кг боевой нагрузки на подкрыльевых узлах подвески. Начиная с 1967 года 20 таких самолётов было поставлено в Королевские ВВС Малайзии, где они находились в эксплуатации в качестве лёгкого штурмовика до 1986 года, когда их сменили самолёты Aermacchi MB-339A. В Малайзии самолёт получил наименование «Тебуан» — «Оса».
CL-41RСпециальный учебный самолёт, предназначенный для отработки будущими пилотами истребителей-перехватчиков CF-104 (канадского варианта Lockheed F-104 Starfighter) перехвата с использованием РЛС. Один из двух опытных экземпляров самолёта CL-41 был переделан в этот вариант, путём оснащения его носовой частью от F-104.  В серии, однако, эта модификация не строилась.

## Тактико-технические характеристики
Источник данных: 

Технические характеристики
- Экипаж: 2 (инструктор и обучаемый)
- Длина: 9,75 м
- Размах крыла: 11,07 м
- Высота: 2,86 м
- Площадь крыла: 20,44 м²
- Масса пустого: 2195 кг
- Максимальная взлётная масса: 5000 кг
- Силовая установка: 1 × ТРД Orenda J85-CAN-40
- Тяга: 1 × 11,8 кН

Лётные характеристики
- Максимальная скорость: 782 км/ч
- Практическая дальность: 1520 км
- Статический потолок: 13550 м
- Скороподъёмность: 21,4 м/с